# روح (فیلم ۲۰۱۳ هندی)
روح (به هندی: Aatma) فیلمی هندی محصول سال ۲۰۱۳ و به کارگردانی سوپام ورما است. در این فیلم بازیگرانی همچون بیپاشا باسو، نوازالدین صدیقی، شرناز پاتل، جایدیپ اهلاوات و دارشان جاریوالا ایفای نقش کرده‌اند.